# ميخائيل تشانغ
ميخائيل تشانغ (بالصينية: 张光旭) هو قسيس صيني، ولد في 1898 في Luoyuan County ‏ في الصين، وتوفي في 12 مايو 1973 في فوزهو في الصين.